# Раймунд Віпперман

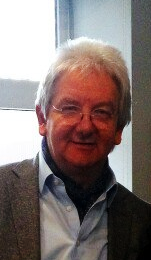
Раймунд Віпперман, Київ, 2017

Раймунд Віпперман (нім. Raimund Wippermann, нар. 1956, Дуйсбург) — німецький хоровий диригент і викладач.

## Життя
Здобув освіту в Академії музики й танцю Кельна, університеті Кельна і в Королівському музичному коледжі Стокгольма.
У 1991 році він працював капельмейстером& Ессенського собору, де заснував в 1992 році хор дівчат.
З 1997 року є Раймунд Віпперман є професором хорового диригування в музичній академії імені Шумана в Дюссельдорфі, а з 2004 року — ректором цього закладу.
У 2017 році відвідав Київ, де дав майстер-класи для студентів КНУКіМ, а також продиригував концертом за участю хору студентів КНУКіМ «Аніма»